# António Guterres

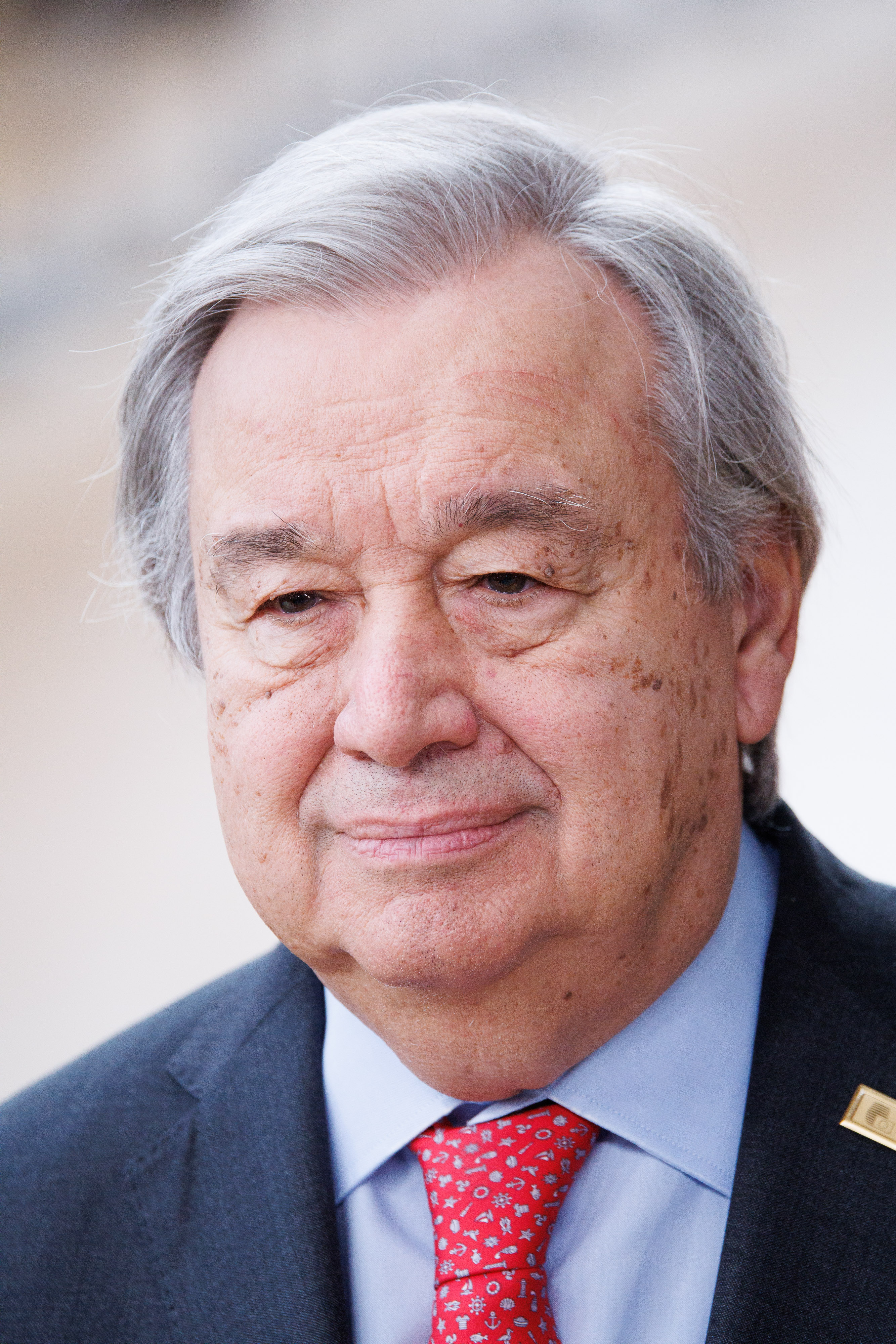
António Guterres (2023)

António Manuel de Oliveira Guterres ([ɐ̃ˈtɔnju ɡuˈtɛʁɨʃ], Sprachausgabeⓘ, * 30. April 1949 in Santos-o-Velho, Lissabon) ist ein portugiesischer Politiker und seit dem 1. Januar 2017 der neunte Generalsekretär der Vereinten Nationen. Von 1992 bis 2002 war er Generalsekretär der Partido Socialista (PS), von 1995 bis 2002 Premierminister Portugals und von 1999 bis 2005 Präsident der Sozialistischen Internationale. Danach war Guterres von 2005 bis 2015 Hoher Flüchtlingskommissar der Vereinten Nationen.

## Biografie

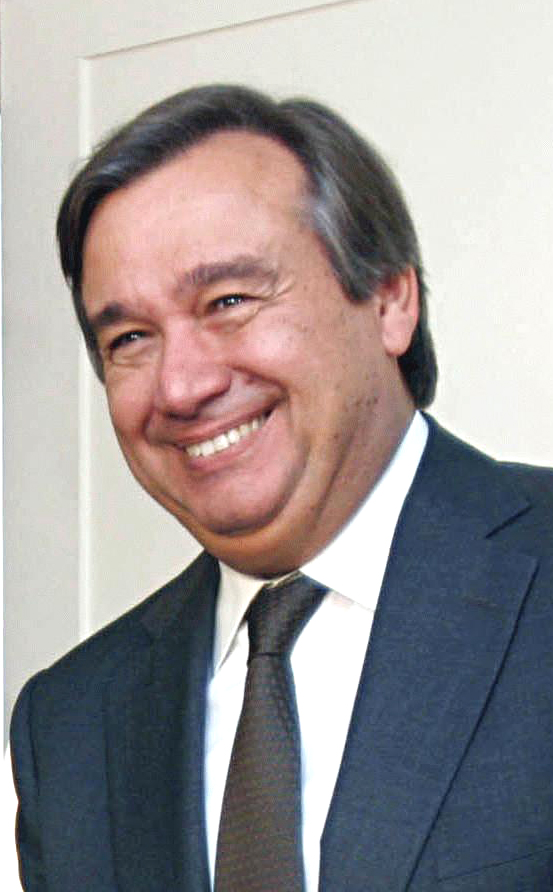
António Guterres, 2003

### Ausbildung
Guterres absolvierte die Technische Universität Lissabon mit einem Diplom 1971 in Elektrischer Energietechnik.

### Politische Karriere
Ab 1976 war Guterres Abgeordneter im portugiesischen Parlament. Zeitweise stand er dem parlamentarischen Ausschuss für Wirtschaft, Finanzen und Planung und später dem Ausschuss für territoriale Verwaltung, Gemeinden und Umwelt vor. Von 1981 bis 1983 war er außerdem Mitglied der Parlamentarischen Versammlung des Europarates, wobei er zum Vorsitzenden des Ausschusses für Demografie, Migration und Flüchtlinge gewählt wurde. 1992 wurde er zum Generalsekretär der portugiesischen PS gewählt, er hatte das Amt bis 2002 inne.
Vom 28. Oktober 1995 bis zum 6. April 2002 war er Premierminister Portugals 13. und 14. Regierung.
Außerdem war Guterres vom 9. November 1999 bis zum 15. Juni 2005 Präsident der Sozialistischen Internationale.
2024 verlieh das Nationalparlament Osttimors Guterres die osttimoresische Staatsbürgerschaft.

### UN-Flüchtlingskommissar

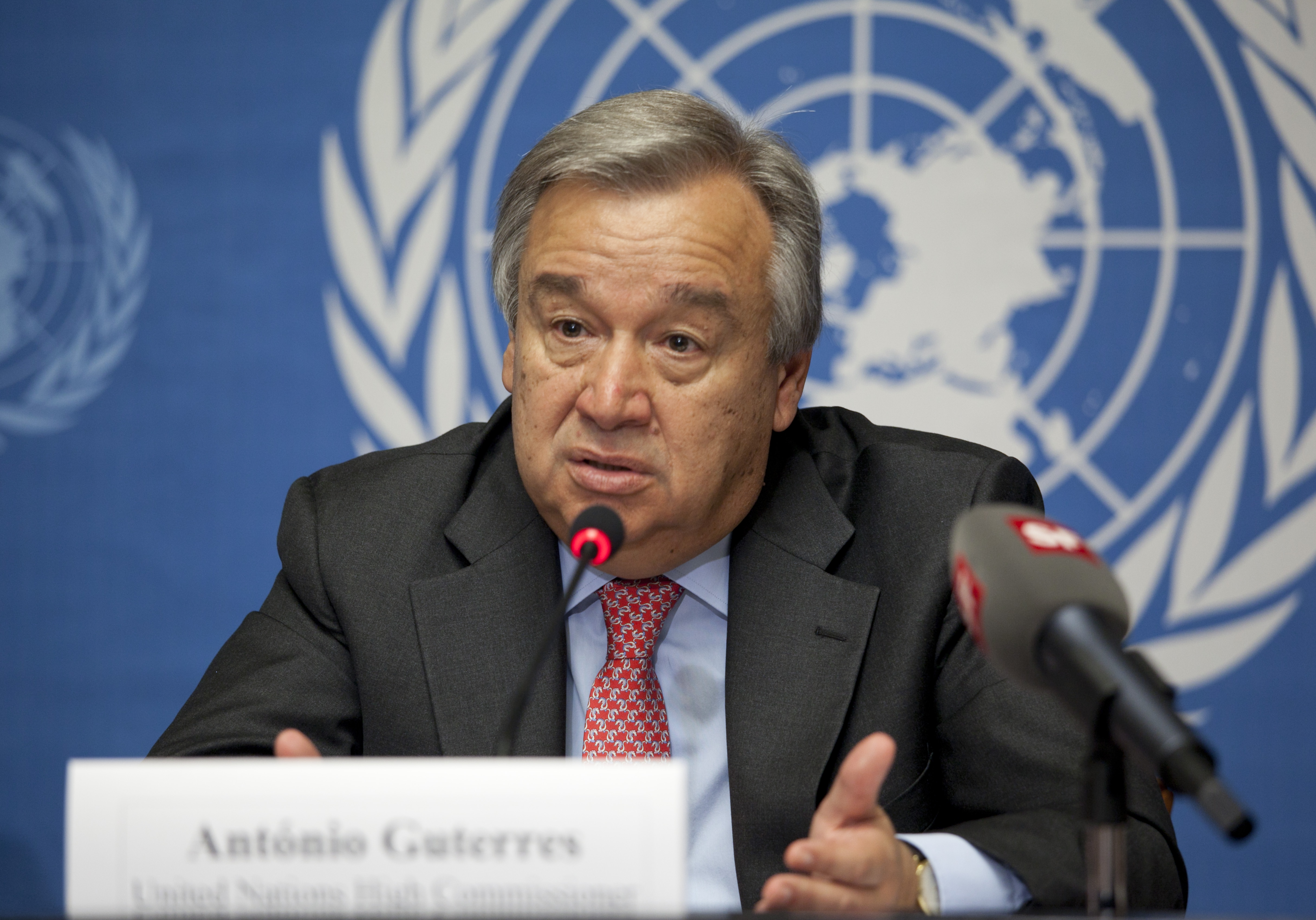
Guterres in seiner Funktion als Flüchtlingskommissar, 2012

Von Juni 2005 bis 2015 war Guterres UNO-Flüchtlingskommissar. Während seiner Amtszeit trat er für eine tiefe Strukturreform des UNHCR ein sowie für die Senkung des Personals am Hauptsitz in Genf um mehr als 20 Prozent. Das UNHCR-Tätigkeitsvolumen verdreifachte sich während seiner Zeit im Amt, nachdem eine bedarfsorientierte Budgetierung eingeführt wurde und sich die Zahl der vor Konflikten und Verfolgung geflohenen Menschen weltweit von 38 Millionen im Jahr 2005 auf über 60 Millionen im Jahr 2015 erhöht hatte. Guterres’ Amtszeit war geprägt von einigen der größten Flüchtlingskrisen, vor allem durch Konflikte in Syrien und dem Irak, aber auch in der Zentralafrikanischen Republik oder im Jemen und die Krisen im Südsudan. 2015 wurde er für sein Engagement mit dem Deutschen Nachhaltigkeitspreis ausgezeichnet. Sein Nachfolger wurde Filippo Grandi.

### UN-Generalsekretär

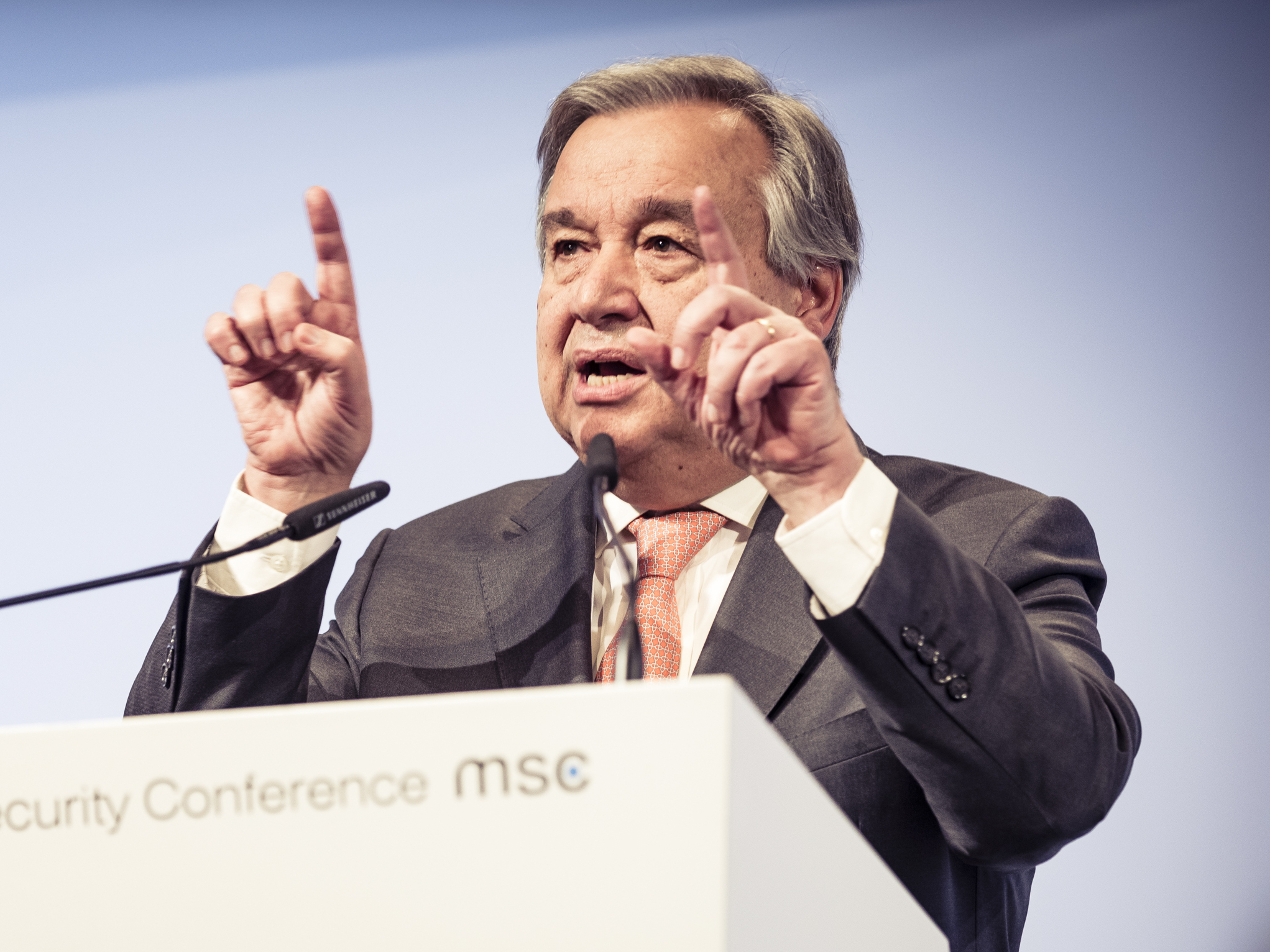
Guterres während der 54. Münchner Sicherheitskonferenz 2018

António Guterres kandidierte für die Nachfolge des UNO-Generalsekretärs Ban Ki-moon, dessen Amtszeit mit Ablauf des Jahres 2016 endete. Am 5. Oktober 2016 nominierte der UN-Sicherheitsrat Guterres einstimmig für die Wahl zum Generalsekretär. Der Prozess der Kandidatenauswahl im Sicherheitsrat verlief trotz internationaler Spannungen zwischen Russland und den Vereinigten Staaten (unter anderem Bürgerkrieg in Syrien und völkerrechtswidrige Annexion der Krim durch Russland) nach Aussage der US-amerikanischen UN-Botschafterin Samantha Power bemerkenswerterweise konstruktiv.
Die Generalversammlung der Vereinten Nationen wählte ihn am 13. Oktober 2016 per Akklamation in dieses Amt. Er legte den Amtseid am 12. Dezember 2016 ab und trat am 1. Januar 2017 offiziell die Nachfolge Ban Ki-moons an.
In seiner Neujahrsbotschaft für 2019 betonte Guterres, dass die Welt einen „Stresstest“ durchlaufe. Die fortschreitende globale Erwärmung, Konflikte, Rekordmigration, Ungleichheit, Intoleranz und abnehmendes Vertrauen seien unter den großen Problemen. Anlass zur Hoffnung böten unter anderem die Friedensgespräche für Jemen und die Fortschritte zwischen den verfeindeten Ländern Äthiopien und Eritrea, neue Anzeichen für einen Frieden im Südsudan, die Verabschiedung von Migrations- und Flüchtlingspakt sowie die UN-Klimakonferenz in Katowice 2018 (COP24). Guterres erhielt am 30. Mai 2019 in Aachen den Karlspreis.
Anlässlich der Veröffentlichung des Global assessment report on disaster risk reduction 2019 erklärte er, wenn er den Zustand der Welt in einem Satz beschreiben müsse, so würde er sagen, dass wir jetzt in einer Welt leben, in der die globalen Herausforderungen zunehmend integriert sind und unsere Antworten darauf zunehmend fragmentiert sind. Wenn diese Entwicklung nicht umgekehrt werden könne, sei eine Katastrophe vorprogrammiert.
Am 18. Dezember 2020 hielt er anlässlich des 75-jährigen Bestehens der Vereinten Nationen (UN) eine in deutscher Sprache vorgetragene Rede im Deutschen Bundestag in Anwesenheit von Bundespräsident Steinmeier und Bundeskanzlerin Merkel. Er würdigte Deutschland als „Friedensmacht“ und „Säule des Multilateralismus“ und forderte u. a. ambitioniertere Klimaziele und mehr Unterstützung für Entwicklungsländer.
Guterres erklärte am 11. Januar 2021, er stehe für eine zweite Amtszeit (Anfang 2022 bis Ende 2026) zur Verfügung. Am 18. Juni 2021 wurde er von der UN-Vollversammlung – ohne Gegenkandidaten und mit Unterstützung des UN-Sicherheitsrats – für eine zweite Amtszeit bis Ende 2026 berufen.
Am 24. Oktober 2023 äußerte Guterres sich im Sicherheitsrat der UNO zum bisherigen Verlauf des Kriegs in Israel und Gaza. Die Äußerungen führten zu scharfen Reaktionen auch von israelischer Seite. Am 6. November 2023 wiederholte Guterres vor der Presse seine Kritik an Verstößen gegen das Völkerrecht sowohl durch Israel als auch durch die Hamas. Am 6. Dezember 2023 aktivierte er den Artikel 99 der UN-Charta, um eine humanitäre Katastrophe in Gaza zu verhindern, sollte der UN-Sicherheitsrat einen Waffenstillstand erreichen. Guterres wurde vom israelischen Oppositionsführer Jair Lapid des Antisemitismus bezichtigt. Seit dem 2. Oktober 2024 ist er in Israel „Persona non grata“.

### Persönliches
Guterres ist Mitglied des Club de Madrid, einer führenden Allianz demokratischer Ex-Präsidenten und Premierminister aus der ganzen Welt. Guterres spricht neben seiner Muttersprache fließend Englisch, Französisch und Spanisch und relativ gut Deutsch.
Der Katholik António Guterres ist nach dem Tod seiner ersten Frau, der Kinderpsychiaterin Luísa Amelia Guimarães e Melo (* 1946; † 1998 in London), seit April 2001 in zweiter Ehe mit der Juristin und ehemaligen Kulturbeauftragten der Stadtverwaltung von Lissabon, Catarina Marques de Almeida Vaz Pinto (* 1960), verheiratet. Er hat zwei Kinder, Pedro Guimarães e Melo de Oliveira Guterres (* 1977) und Mariana Guimarães e Melo Guterres (* 1985), aus erster Ehe.

## Ehrungen und Auszeichnungen
- 2015 Preisträger des Deutschen Nachhaltigkeitspreises
- 2019 Preisträger des Karlspreises in Aachen
- 2020 verlieh ihm der Jüdische Weltkongress den Theodor-Herzl-Preis, in der Laudatio wurde er „einen wahren und hingebungsvollen Freund des jüdischen Volkes und des Staates Israel genannt“, der „die Stimme der Fairness und Gerechtigkeit, auf die der Staat Israel und das jüdische Volk bei den Vereinten Nationen sehr, sehr lange Zeit gehofft hatten“.[26]
- 2024 verlieh das Nationalparlament Osttimors António Guterres für seine Verdienste für das Land die Staatsbürgerschaft Osttimors.[27]
- 2024 verlieh der Großmeister des Malteserordens Fra’ John Dunlap während seines Besuches bei den Vereinten Nationen Antonio Guterres die höchste Ordensauszeichnung das Großkreuz mit Collane des Verdienstorden Pro Merito Melitensi[28]

## Schriften
- Sustainable Development Goals: From Promise to Practice. Witan Media, 2017, ISBN 978-0-9929223-9-9.
- A pensar em Portugal. Editorial Presença, 1999, ISBN 978-972-23-2549-3.